# Оккоквен (Виргиния)
Оккоквен (англ. Occoquan) — город в округе Принс-Уильям в штате Виргиния США. По данным переписи 2020 года, численность населения составляла 1035 человек.

## Население
| 2010 | 2020  |
| ---- | ----- |
| 934  | ↗1035 |